# Stomachetosella cruenta
Stomachetosella cruenta är en mossdjursart som först beskrevs av Busk 1854.  Stomachetosella cruenta ingår i släktet Stomachetosella och familjen Stomachetosellidae. Inga underarter finns listade i Catalogue of Life.